# دور الموجة
دور الموجة هو الزمن الذي تستغرقه موجة ما لتجاوز نقطة ما معطاة (أي لكي تمر هذه النقطة بجميع الأطوار للحركة الموجية)، ترمز عادة T ويرتبط مع التردد f بالعلاقة التالية، 
{\displaystyle T={\frac {1}{f}}},